# Socaire
Socaire är en ort i regionen Antofagasta i norra Chile. Folkmängden uppgår till cirka 300 invånare. Vulkanen Cerro Lejía är belägen i närheten.